# Kalle Lind

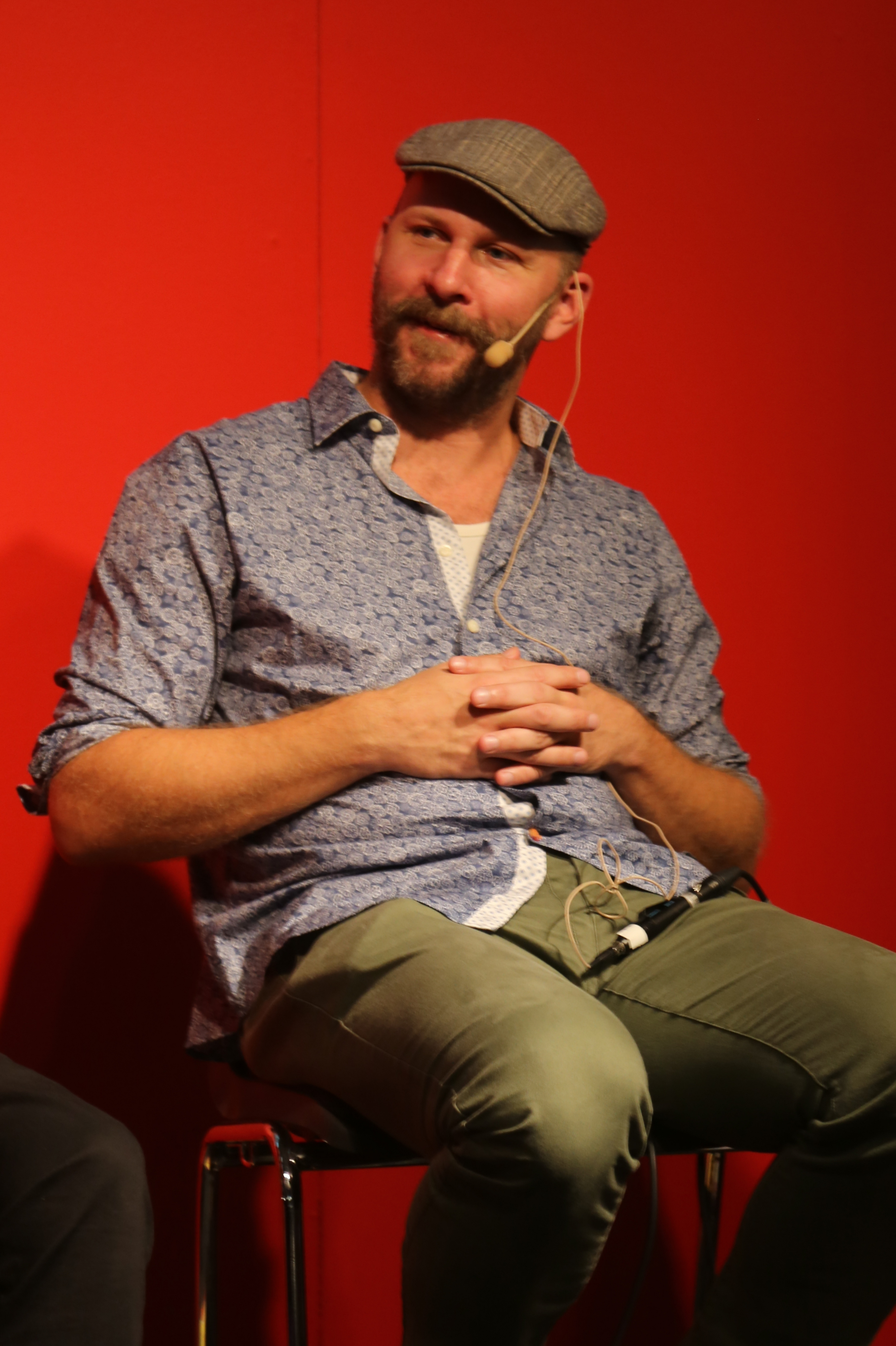
Kalle Lind på Bokmässan 2014.

Kalle Johan Åke Lind, ursprungligen Karl Johan Åke Lind, född 15 juli 1975 i Lunds stadsförsamling i Malmöhus län, är en svensk radiopratare, manusförfattare och författare.

## Biografi
Kalle Lind, som är son till politikern Cecilia Lind och bror till komikern Nils Lind, växte upp i Eslöv, gick efter Bergagymnasiet i Eslöv filmlinjen på Fridhems folkhögskola i Svalöv (1994–1995), och studerade sedan humaniora vid Lunds universitet (1996–2000) och Malmö högskola (2000–2001). Lind har tre barn med mellannamn från några av Linds idoler. 
Han ingick i redaktionen för Sveriges Radio P3:s Hej domstol! (2003–2006), och har också medverkat i P3-program som Holiday (2002), Morgonpasset (2004) och Meningen med allt (2006). Lind skrev också manus till SVT:s serie Häktet (2005), efter att själv ha arbetat som kriminalvårdare. Hösten 2024 satte Lind upp den egenskrivna revyn Helikopterrevyn på Nöjesteatern i Malmö tillsammans med Mimi Terris, Sanna Persson Halapi, Charlotta Björck och Josef Törner. 

### Radio- och TV-verksamhet
2007 skrev Lind tillsammans med sina forna Hej domstol!-kollegor Valle Westesson och Ola Norén humorserien Hej rymden! för SVT. Tillsammans med Sanna Persson spelade de också huvudrollerna som den dysfunktionella kvartetten som sköter FN:s tevesändningar till eventuella utomjordingar. Under 2010 blev Lind den första producenten för satirprogrammet Tankesmedjan i P3.
Han utgör också en sjättedel av Komikkollektivet Korv, som bland annat medverkade i SVT:s Extra allt (2004). I gruppen ingår – förutom Lind, Norén och Westesson – Johan Glans, Johan Sköld och Råland Ulvselius.
Lind skrev tillsammans med Måns Nilsson 2008 års julkalendrar i både radio och TV. Såväl SVT:s Skägget i brevlådan som Sveriges Radios Klappkampen handlade om uppfinnaren Renée (Sandra Huldt), den enfaldige Lage (Anders Johansson) och den snåle Klas (Måns Nilsson). Böckerna Duvflöjtens härskare och Skurken med superstyrkan är fristående fortsättningar om samma trio.
Hösten 2010 var Lind aktuell i SVT:s valsatir Elfte timmen samt som domare och frågekonstruktör i SVT:s barnquiz Vågmästarna. Sommaren 2011 var han med i SVT:s program Sommarkväll. Julen 2011 premiärvisades hans dokumentärfilm Jul för nybörjare i SVT, en film där Lind följer ett före detta Jehovas vittne, som lämnat församlingen sen han kommit ut som homosexuell och manifesterar detta med att fira sitt livs första jul.
Tillsammans med Valle Westesson har Lind också skrivit för SVT:s situationskomedi Starke man.
Sedan 2012 är han morgonpratare på Morgon i P4 i P4 Malmöhus, först tillsammans med Matilda Alborn och därefter Susanne Fatah. Där har han bland annat haft serierna "Skånska orter i populärmusiken" och "Veckans skånska kulturpersonlighet".
Vintrarna 2016/17, 2017/18 och 2019/20 tävlade han i På spåret tillsammans med Isobel Hadley-Kamptz.
Den 26 juli 2017 sändes Linds avsnitt av radioprogrammet Sommar i P1, ett program kretsande kring uppväxten i Eslöv.

### Poddradio och bloggande
Sedan hösten 2014 är Lind värd för det egna poddradioprogrammet Snedtänkt som sänds i samarbete med Sveriges Radio. Enligt programförklaringen rör det sig om "podden som pratar om sådant andra poddar inte alltid pratar om". Där samtalar han med "folk som snöat in på udda kultur och märkliga fenomen". Det kan röra sig om allt mellan himmel och jord, men med en tonvikt på det triviala och lättsamt underhållande som dansband, 1970-talspornografi, tv-reklam, barnprogram, könsrock, censur, politiker och excentriska kulturpersonligheter.
Sedan augusti 2007 driver Lind en blogg under titeln En man med ett skägg. Lind låter själv bloggen presenteras med ett citat av Dagens Nyheters litteraturkritiker Ola Larsmo, som tydligen har beskrivit den som "Kalle Linds marginalanteckningar om ditt och datt". I själva verket utgörs bloggen av långa initierade resonemang om, oftast mindre aktuella, svenska nöjesprofiler.
Sedan 2020 driver Lind även podden A du! om Malmö och företeelser och fenomen kring staden, tillsammans med Jeanette Vantze Rosengren.

### Författarskap
I april 2009 debuterade Lind som författare med humorsamlingen Människor det varit synd om, en serie komiska krönikor om figurer i världshistorien som råkat trampa i klaveret. Boken beskriver, elakt och initierat, hur det då och då gått illa för olika människor i världshistorien. Här kan man läsa om hur Carola trodde att hon fått ett riktigt körkort i en talkshow, hur Cyndee Peters blev bortauktionerad till en man utan pengar, hur Jan Malmsjö gick i konkurs efter att ha försökt starta ett meditationscenter, hur Bob Dylan angreps av fans som rotade i hans soptunna och om hur en akademiledamot tyckte att Lena Nyman hade en ointelligent stjärt. År 2010 kom Linds nästa humorsamling, Människor som gått till överdrift. Boken tar bland annat upp Birger Schlaugs erotiska bekännelser och Rapport-chefen Morgan Olofssons fotmasserande mamma.
År 2010 kom också Proggiga barnböcker. Därför blev vi som vi blev, en bok om 1970-talets vänstervridna barnkultur. Komiskt och lättillgängligt går han igenom titlar som Sprätten satt på toaletten, Olle och fabriken, Vad händer i Grekland?, Här är Nordvietnam och Så här får man barn – helt autentiska böcker från det Lind kallar "proggtiden". 
Samma år gav Lind även ut boken Hej bröder – lyssna nu till min historia! Personligt om Cornelis Vreeswijks sångvärld. År 2011 kom den tredje delen av Människor-trilogin, Människor som har haft fel. Där raljeras bl.a. om Jan Guillous verklighetsuppfattning och Börje Ahlstedts val att hylla Astrid Lindgrens minne med en anekdot om sitt möte med en rysk prostituerad. Samma år samlades också alla Människor-böckerna i en box, där en fjärde del – Människor som blivit över – innehöll författarens egna kommentarer.
År 2012 kom boken Femtiotvå festliga riksdagsledamöter där Lind skrivit porträtt av de mest spektakulära svenska politikerna. Samma år kom också Blandfärs, skriven tillsammans med Kringlan Svensson. Den betecknas som "en actionkomedi i köttmiljö" och presenterar bland annat läsaren för "Malmös mest överhettade Icahandlare" Stellan Kask och den frustrerade radiojournalisten Petra H:son-Branco. Båda återkom i uppföljaren Smutstvätt hösten 2013. 
År 2016 gav Lind ut en bok om skånska, Skånsk-svensk ordbok. Han har därefter bland annat publicerat biografier över Hans Alfredson och Karl Gerhard, samt varit medförfattare till en bok om Galenskaparna och After Shave.

## Filmografi
- 2023 - Hack my Heart

- 2024 - Jönssonligan kommer tillbaka

## Utmärkelser
- 2015 – Hedersmedborgare i Eslöv från Eslövs kommun[9]
- 2017 – 'Årets bästa skåning' från Magasinet Skåne[10]
- 2020 – 'Årets Medelpunkt' från Skånska Akademien[11]
- 2021 – Ann-Marie Lunds Encyklopedipris från Bild och Ord Akademin
- 2022 – Piratenpriset från Fritiof Nilsson Piraten Sällskapet[12]